# Malattia d'amore
Malattia d'amore è un album di Pupo, pubblicato nel 1984.
Fra i 10 brani contiene anche Un amore grande, presentato al Festival di Sanremo dello stesso anno, in seguito alla rinuncia in extremis da parte di Loretta Goggi ad interpretarlo.

## Tracce
Lato A
1. Un amore grande – 3:46
2. Vola – 3:30
3. È vero – 4:12
4. Notte chiara – 3:18
5. La mia anima – 3:30

Durata totale: 18:16
Lato B
1. Malattia d'amore – 3:28
2. Prima di te – 3:27
3. Facile... no – 3:31
4. Tu amico – 3:50
5. Anna mia – 3:19

Durata totale: 17:35

## Formazione
- Pupo – voce
- Pier Michelatti – basso
- Flaviano Cuffari – batteria, batteria elettronica
- Gaetano Leandro – sintetizzatore, programmazione
- Maurizio Bassi – pianoforte, Fender Rhodes
- Dino D'Autorio – basso
- Lele Melotti – batteria, percussioni
- Aldo Banfi – sintetizzatore
- Claudio Bazzari – chitarra acustica, chitarra elettrica
- Claudio Pascoli – sax
- Aida Cooper, Lalla Francia, Naimy Hackett, Lella Esposito, Rossana Casale, Marco Ferradini, Silvio Pozzoli – cori